# Auguste Escoffier
Georges Auguste Escoffier (28 d'octubre de 1846 – 12 de febrer de 1935) va ser un cuiner francès i escriptor de temes culinaris que va popularitzar i posar al dia els mètodes tradicionals de la gastronomia francesa. És una figura llegendària entre els xefs i els gurmets. Gran part de la tècnica d'Escoffier es basa en la d'Antoine Carême, un dels codificadors de l'haute cuisine francesa. Va introduir una disciplina en les cuines.

## Hotels Ritz
El 1897, César Ritz i Escoffier van dimitir de l'Hotel Savoy acusats de la desaparició de vins i licors. Després d'això fundaren la cadena d'hotels Ritz on Escoffier s'encarregà de la cuina i en reclutà els xefs. El 1913, Escoffier es trobà amb el kàiser Guillem II al vaixell SS Imperator on també s'ocupà de la cuina.

## Publicacions
- Le Traité sur L'art de Travailler les Fleurs en Cire (1886)
- Le Guide Culinaire (1903)
- Les Fleurs en Cire (1910)
- Le Carnet d'Epicure de 1911 a 1914.
- Le Livre des Menus (1912)
- L'Aide-memoire Culinaire (1919)
- Le Riz (Rice) (1927)
- La Morue (Cod) (1929)
- Ma Cuisine (1934)
- 2000 French Recipes (1965)
- Memories of My Life (1996)
- Les Tresors Culinaires de la France (2002)